# Podocarpus sprucei
Podocarpus sprucei — вид хвойних рослин родини подокарпових.

## Поширення, екологія
Країни поширення: Еквадор; Перу. Цей від високогірного до субальпійського виду росте у хмарному лісі до лінії дерев, на висоті від 1800 м до 3900 м над рівнем моря. Тільки в лісах на більш низьких висотах стає деревом до 20 м висотою.

## Використання
Деревина цього виду користується попитом і дерева вирубують у первинних лісах часто нераціонально через дефіцит і повільне зростання. Використовується в житловому будівництві та для виготовлення меблів. Цей вид також посаджений як декоративний у парках в Еквадорі.

## Загрози та охорона
Вибіркова рубка, не тільки цього виду, призводить до деградації лісів і супроводжується знищенню лісів для ведення сільського господарства й скотарства. Цей вид присутній в Національному парку Чимборасо, Еквадор.